# Riley McCormick
Riley McCormick (Victoria, 25 agosto 1991) è un tuffatore canadese.

## Biografia
Nato a Victoria, capitale della provincia della Columbia Britannica, ha rappresentato il Canada ai Giochi olimpici di Pechino 2009 gareggiando nei tuffi dalla piattaforma 10 metri. Nella competizione a cinque cerchi, vinta dall'australiano Matthew Mitcham è stato eliminato in semifinale.
Nel 2009 si è qualificato ai Campionati mondiali di nuoto di Roma nel concorso dei tuffi dalla piattaforma 10 metri. Nel turno preliminare si è qualificato con il 15 posto, superando di circa 18 punti l'italiano Francesco Dell'Uomo, primo dei non qualificati. In semifinale ha passato il turno con l'ottava posizione. In finale ha concluso la gara al nono posto alle spalle del rumeno Constantin Popovici.